# John Howard (australijski aktor)
John Howard (ur. 22 października 1952 w Corowa, Australia) – australijski aktor telewizyjny, filmowy i teatralny.

## Życie
Urodził się 22 października 1952r. w miejscowości Corowa. Dorastał w Warrawee - w pobliżu Sydney. Uczęszczał do szkoły Knox Grammar School w Wahroonga.  W latach 1976–1978 uczęszczał do prestiżowej szkoły National Institute of Dramatic Art (NIDA) w Sydney. Po ukończeniu szkoły Howard wyjechał do Ameryki - spędził tam rok.
Howard jest żonaty z aktorką - Kim Lewis. Ma dwoje dzieci, syna Morgana i córkę Max.
Mieszka na farmie w Nowej Południowej Walii blisko miejscowości Wheeo.

## Kariera
Po ukończeniu nauki, Howard wyjeżdża do Ameryki, gdzie zagrał w 1978 r. w niezależnym filmie My Boys Are Good Boys jako właściciel sklepu spożywczego. Po roku wrócił do Australii. Jego następny film zdobył mu wysokie uznanie w branży - wystąpił w popularnym filmie Klub. 
W roku 1988 wystąpił u boku Meryl Streep i Sama Neilla w wielokrotnie nagradzanym dramacie kryminalnym Krzyk w ciemności. W tym samym roku wystąpił w popularnej zwariowanej komedii Młody Einstein. Jego rola w dramacie Yoh's Jury przyniosła mu w 1993 roku, pierwszą nominację do nagrody Australijskiego Instytutu Filmowego. Trzy lata później wystąpił m.in. u boku Guya Pearce'a w komedii romantycznej Randka z wrogiem.
W latach 1999 oraz 2001 otrzymał nominację do nagrody AFI/AACTA za rolę w serialu SeaChange.
W roku 2003 wystąpił w dramacie Japońska historia - główną rolę zagrała Toni Collette, film był wielokrotnie nagradzany zarówno w Australii jak i za granicą.
Zagrał w wielu popularnych w Australii jak i za granicą serialach m.in.: Szczury wodne, Cena życia czy Policjanci z Mt. Thomas.
W Australii jest bardzo popularnym aktorem teatralnym. Występował m.in. na scenach: Sydney - Sydney Opera House, Canberry - Canberra Theatre, Brisbane - Suncorp Theatre

## Filmografia
Filmy 
- 1978: My Boys Are Good Boys jako właściciel sklepu
- 1980: Klub, (The Club) jako Geoff Hayward
- 1982: Najwyższy zaszczyt, (Highest Honor) jako kapitan Page
- 1988: Krzyk w ciemności, (Evil Angels) jako Lyle Morris
- 1988: Młody Einstein, (Young Einstein) jako Preston Preston
- 1993: Yoh's Jury, (Touch Me) jako Hedley
- 1996: Randka z wrogiem, (Dating the Enemy) jako Davis
- 1998: Never Tell Me Never jako wuj Darryl
- 1999: Dziki ląd, (In a Savage Land) jako wielebny McGregor
- 2001: Człowiek, który procesował się z Bogiem, (The Man Who Sued God) jako Edward Piggott
- 2002: Czerwony pył, (The Road from Coorain) jako Angus
- 2003: Japońska historia, (Japanese Story) jako Richards
- 2004: Jessica jako George Thomas
- 2006: Duchy Jindabyne, (Jindabyne) jako Carl
- 2012: Any Questions for Ben? jako ksiądz

 Seriale 
- 1980: Water Under the Bridge jako Archie
- 1980: Young Ramsay jako Bob Scott
- 1982-1989: A Country Practice jako Sandy McIntosh / Julian Cockburn / Hamish Dalton
- 1991: Latający doktorzy jako Mike Stone
- 1995: Policjanci z Mt. Thomas jako Michael Fielding
- 1995: G.P. jako John Schuller
- 1997-1998: Wildside jako Frank Reilly
- 1999: Szczury wodne jako Sven Larsen
- 1998-2000: SeaChange jako Robert "Bob" Jelly
- 2001-2009: Cena życia jako Dr Frank Campion
- 2011: City Homicide jako Alan Sullivan
- 2010-2012: Chata pełna Rafterów jako Tom Jennings

## Nagrody i nominacje
- Australijska Akademia Sztuk Filmowych i Telewizyjnych AFI/AACTA
  - 1993 nominacja za: Najlepszy aktor w dramacie telewizyjnym, za film Joh's Jury,
  - 1999 nominacja za: Najlepszy aktor w dramacie telewizyjnym za film SeaChange ,
  - 2001 nominacja za: Najlepszy aktor w serialu dramatycznym za film SeaChange[2].